# Edward Hallett Carr
Edward Hallett Carr   (Londres, 28 de juny de 1892 - Londres, 3 de novembre de 1982) fou un historiador i diplomàtic britànic. Nascut a Londres, després de cursar els seus estudis superiors al Trinity College de la Universitat de Cambridge, va iniciar la seva carrera diplomàtica el 1916, en plena I Guerra Mundial, al Ministeri d'Afers Exteriors. En acabar la contesa va formar part, juntament amb el seu compatriota i també historiador Arnold Joseph Toynbee, de la delegació britànica a la Conferència de Pau que va donar com a resultat el Tractat de Versalles (1919).
A mitjans de la dècada de 1920 va ser destinat a Riga (a la recentment independitzada Letònia), des d'on va contactar amb la cultura i la política russes. El 1930 fou nomenat assessor a la Societat de Nacions. El 1936 faria la seva primera incursió en la vida acadèmica, com a professor de política internacional a Aberystwyth, membre la Universitat de Gal·les. Durant la II Guerra Mundial va ser nomenat director de l'Oficina de Publicitat en el Ministeri d'Informació i va ocupar el càrrec de sotsdirector al diari londinenc The Times, entre 1941 i 1946, des de les pàgines faria públiques les seves crítiques a l'idealisme de la política nord-americana en concloure el conflicte. Acabada la guerra va tornar de forma definitiva a la vida acadèmica, consagrant la seva activitat en exclusiva a la seva tasca històrica des de centres tan prestigiosos com el Balliol College de la Universitat d'Oxford i al Trinity de Cambridge.
Des de la dècada de 1930 va iniciar el seu treball de divulgació científica. En la difusió del seu pensament historiogràfic, que va culminar amb la publicació de la seva obra Què és la història? el 1961, va advocar per la superació del positivisme historicista predominant en el segle xix, insistint en la contínua interacció entre l'historiador i les dades. La història, en la seva opinió, és "un procés continu d'interacció entre l'historiador i els seus fets, un diàleg sense fi entre el present i el passat". En aquest permanent diàleg l'historiador és, en si mateix, un producte de la societat en què viu i, en última instància, de la història.
El seu llegat historiogràfic més eminent va ser el seu monumental esforç de recerca sobre la història de la Rússia soviètica, tasca en la qual es va embarcar sense descans des de la dècada de 1950. Des de la publicació del seu primer volum sobre la Història de la Rússia Soviètica el 1950, 11 toms organitzats en quatre períodes (1917-1923, 1923-1924, 1924-1926 i 1926-1929) completaria l'obra, els darrers volums elaborar al costat de R. W. Davies. Aquesta línia de recerca es veuria enriquida amb la publicació d'altres treballs com 1917. Abans i després (1968) i La revolució russa: de Lenin a Stalin, 1917-1929 (1979). De gran repercussió en l'estudi i la comprensió de la història de les relacions internacionals del període d'entreguerres van ser les seves obres International Relations since the Peace treaties (Relacions internacionals des dels tractats de pau) i The Twenty Year's Crisi, 1919-1939 (La crisi dels vint anys, 1919-1939), publicades el 1937 i 1939, respectivament, i en les quals vessada, des d'una apreciació realista, una contundent crítica envers l'esperit utòpic que havia determinat la política exterior britànica en aquell període. Finalment, es pot distingir una altra línia de treball que caracteritzaria els primers anys de la seva producció historiogràfica en el gènere biogràfic, a través dels estudis de figures com Dostoievski (1931), Els exiliats romàntics (1933), Karl Marx (1934) o Bakunin (1937). Va morir el 1982 a Cambridge.